# Protestantse Kerk (Warmond)
Protestantse Kerk is een kerkgebouw aan de Herenweg 82 in het Zuid-Hollandse dorp Warmond. De kerk is gebouwd in rode baksteen op een T-vormige plattegrond onder een zadeldak. Boven op de kerk prijkt een achtkantige dakruiter met een houten lantaarn en spits. Boven de entree bevinden zich twee rondboogvensters.
Het kerk had een houten hek rond de kansel een houten doophekwerk, waarbinnen zich de banken bevonden van de ouderlingen en diakenen. Bij de interieurvernieuwing is dit hekwerk verdwenen en werd het doopvont vervangen door een nieuwe.
Sinds 2001 staat de kerk ingeschreven als rijksmonument in het monumentenregister. In datzelfde jaar kregen ook de twee bruggen met toegangshekken rijksbescherming.

## Orgel
In de kerk bevindt zich een orgel uit 1842 vervaardigd door orgelmakerij N.A. Lohman en Zonen. In 1962-63 werd het orgel gerestaureerd en gewijzigd door P.C. Blik uit Leiden.

## Foto's

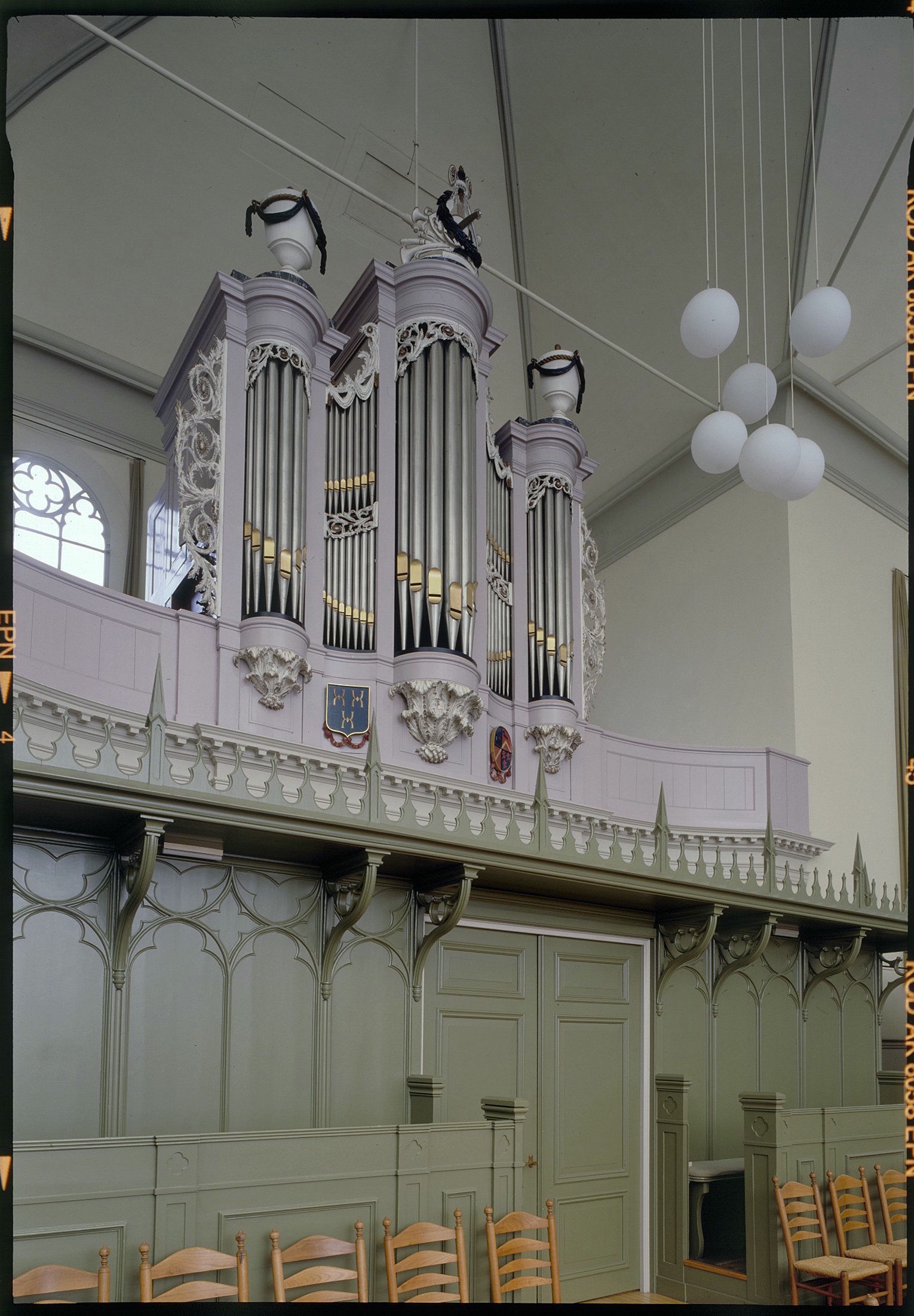
Orgel uit 1842
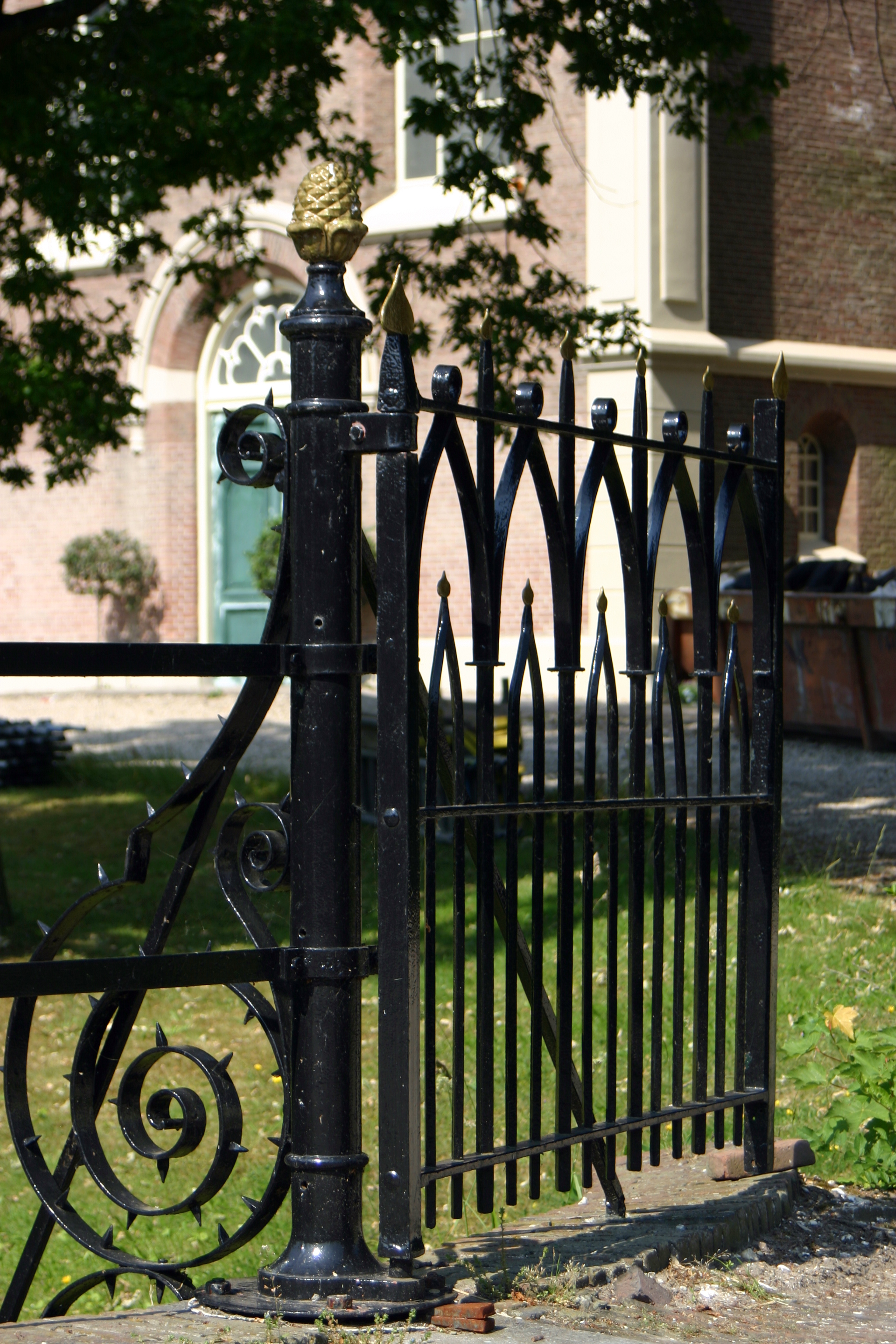
Toegangshekken
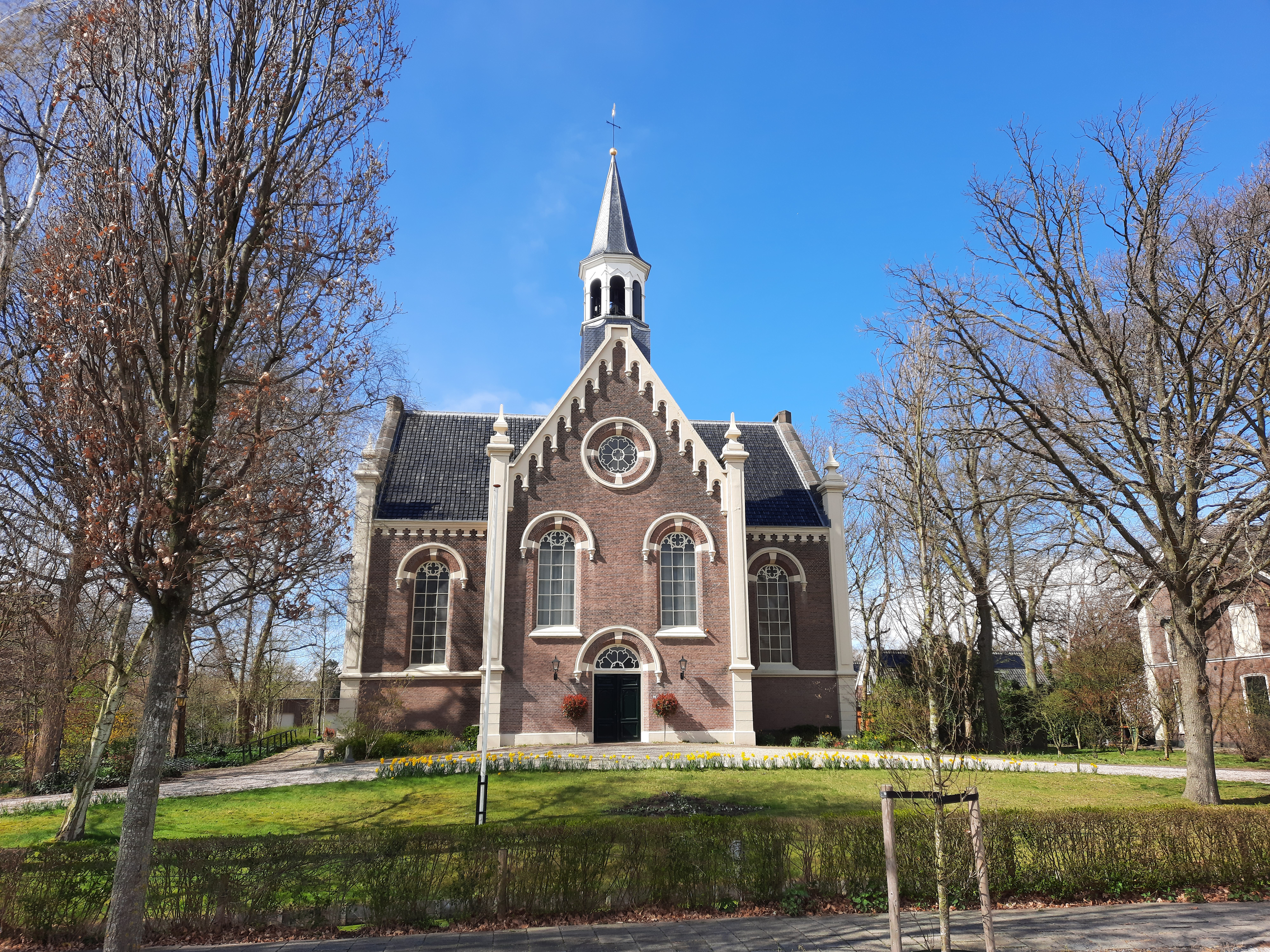
De kerk in maart 2021